# Olomouc místní nádraží
Olomouc místní nádraží byla železniční stanice v Olomouci ležící na trati Olomouc – Senice na Hané – Prostějov mezi stanicemi Olomouc hlavní nádraží a Olomouc-Smetanovy sady. Nacházela se v městské části Hodolany a v provozu byla v letech 1883 až 1931. Až do svého zániku v roce 1931 sloužila stanice jako konečná trati.